# KZ Gusen

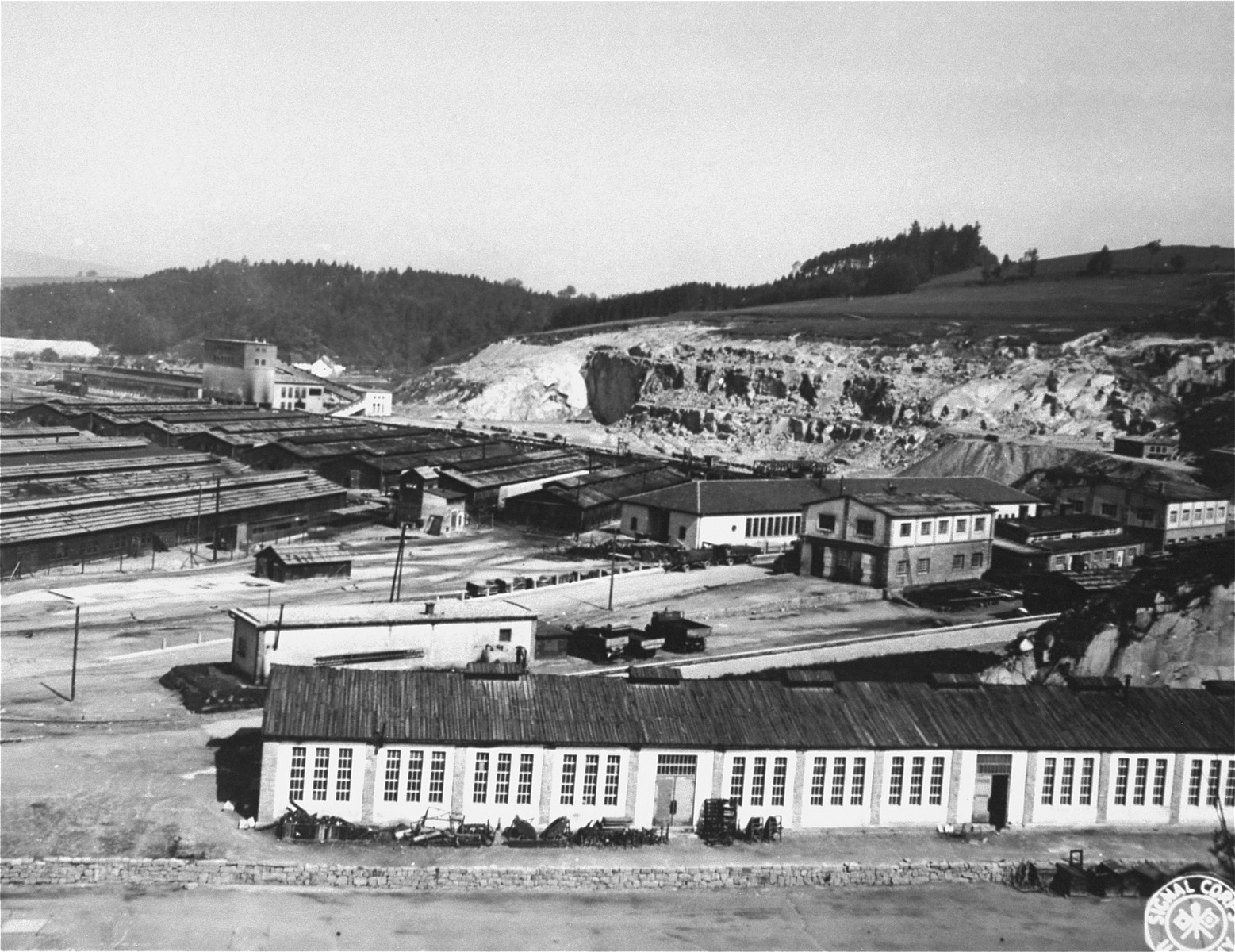
Wirtschaftsbereich des KZ Gusen nach der Befreiung

Mit dem Namen Konzentrationslager Gusen werden drei unterschiedliche Häftlingslager in Oberösterreich östlich von Linz in der Zeit des Nationalsozialismus zusammengefasst, die von der SS als Außenlager des KZ Mauthausen geführt wurden. Der Lageraufbau begann im Dezember 1939 und das Konzentrationslager wurde am 5. Mai 1945 von US-Soldaten befreit. In den fünf Jahren des Bestehens des Lagers sind ca. 60.000 bis über 70.000 Häftlinge aus ganz Europa in das Lagersystem Gusen verschleppt worden, die Hälfte davon, ca. 35.000, wurde durch die grausamen Lebensbedingungen und die schwere Arbeit in den Steinbrüchen und der Rüstungsindustrie getötet. Das Lager Gusen hatte mit seiner Größe eine Sonderstellung im Lagersystem Mauthausen und ist insbesondere bezüglich der Größe bzw. Anzahl der Häftlinge und Ermordeten mit den großen Stammlagern im NS-Regime vergleichbar.
Das Lagersystem Gusen bestand aus den Lagern
- Konzentrationslager Gusen I (in der Ortschaft Gusen, Gemeinde Langenstein); Gründung 1938/1940,
- Konzentrationslager Gusen II (in der Ortschaft Gusen, Gemeinde Langenstein, mit Zwangsarbeit im Stollen „Bergkristall“ in der Ortschaft St. Georgen an der Gusen, Gemeinde St. Georgen an der Gusen); Gründung 1944,
- Konzentrationslager Gusen III (in der Ortschaft Lungitz, Gemeinde Katsdorf); Gründung 1944.

## Geschichte

### Aufbau

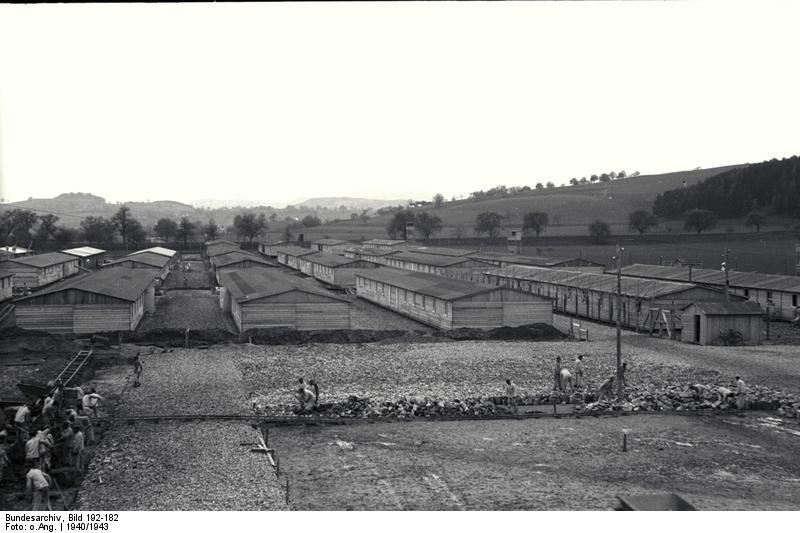
Häftlinge beim Aufbau des Lagers Gusen I im Jahr 1940

Ende Mai 1938, nur einige Wochen nach dem „Anschluss Österreichs“, erwarb die SS-eigene Firma Deutsche Erd- und Steinwerke GmbH, die kurz davor für die Nutzung der Steinbrüche in der Region Mauthausen-Gusen-St. Georgen sowie im KZ Flossenbürg gegründet wurde, Grundstücke und Schürfrechte in Gusen. Bereits zu diesem Zeitpunkt war ein Lager in Gusen geplant. Vorstellbar wäre es auch gewesen, dass sich Gusen zum Stammlager entwickelt hätte. Das Stammlager entstand dann jedoch im Sommer 1938 in der Nachbargemeinde Mauthausen. Der Aufbau des Lagers begann im Dezember 1939, direkt neben den gepachteten Steinbrüchen. Mehrere hundert deutsche, österreichische und später auch polnische Häftlinge aus dem Lager Mauthausen wurden täglich mehrere Kilometer zu Fuß nach Gusen getrieben und bauten bis Mai 1940 den Großteil des sogenannten Schutzhaftlagers, in dem die Wohnbaracken der Häftlinge standen, in Gusen I und SS-Unterkünfte südlich des Lagers. Bereits am Tag der Einrichtung am 25. Mai 1940 kam ein erster Transport mit ca. 1000 polnischen Gefangenen nach Gusen. Da die Häftlingszahl in Gusen stetig stieg, waren Häftlinge ständig mit dem Lagerausbau beschäftigt.

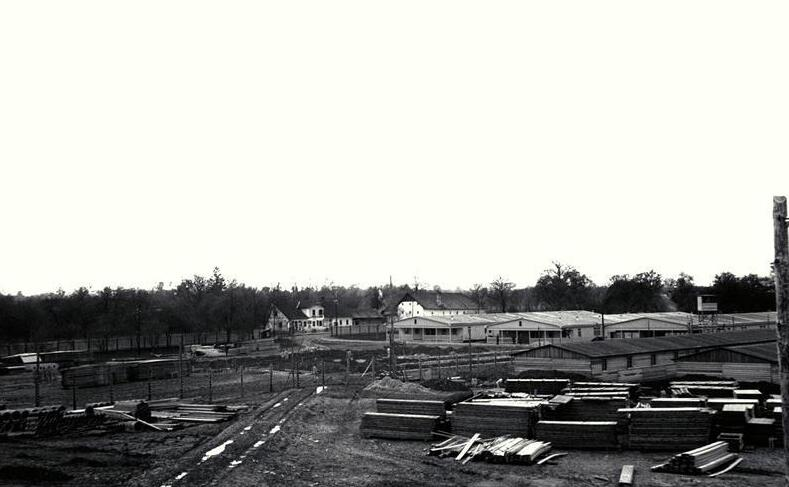
Aufbau des Lagers Gusen I im Jahr 1940. Rechts sind die Häftlingsbaracken sichtbar, hinter diesen die Unterkunftsbaracken der SS-Wachmannschaften

Zunächst war das Lager mit einem Stacheldrahtzaun und hölzernen Wachtürmen umzäunt. Im Sommer 1940 mussten Häftlinge dann eine drei Meter hohe Steinmauer und steinerne Wachtürme errichten. Innerhalb der Steinmauer gab es noch einen mit Starkstrom geladenen Stacheldrahtzaun, dazwischen patrouillierten Wachmänner. Den Eingang zum Lager bildete das sogenannte Jourhaus, wo sich auch die Büros der Lagerleitung und im Keller ein Gefängnis, Bunker genannt, befand. Nach und nach wurden im Norden und Osten des Lagers Produktionsstätten für die Steinbrüche, wie Steinmetzhallen und ein Steinbrecher gebaut. Diese wurden später ab 1943 teilweise für die Nützung durch Rüstungsindustrie, u. a. die Steyr-Daimler-Puch AG und die Messerschmitt AG, umfunktioniert. Ab 1941 mussten Häftlinge ein Anschlussgleis vom Bahnhof St. Georgen an der Gusen in den Steinbruch verlegen. Westlich des Schutzhaftlagers wurde ein Kleidermagazin der Waffen-SS errichtet.
Neben dem Jourhaus an der südlichen Lagermauer wurde im Herbst 1942 ein gemauertes Häftlingsbordell errichtet. Das Lagerbordell war für die besser gestellten Häftlinge im Lager, beispielsweise Funktionshäftlinge, geplant, und mehrere Frauen aus dem KZ Ravensbrück wurden dabei zur Prostitution gezwungen.
Im Norden des Lagers mussten Häftlinge vermutlich ab November 1943 eine erste Stollenanlage mit dem Tarnnamen „Kellerbau“ in den Sandsteinhügel treiben. Ab Anfang 1944 errichteten Häftlinge unter Aufsicht von SS-Gruppenführer Hans Kammler eine deutlich größere Anlage mit dem Tarnnamen B8 Bergkristall im Nachbarort St. Georgen an der Gusen. Zu diesem Zweck wurde das Bekleidungswerk im Westen des Lagers umgebaut und erweitert. Dieses wurde am 9. März 1944 als KZ Gusen II eröffnet, war aber organisatorisch sehr eng mit dem ursprünglichen KZ Gusen I verbunden. Beispielsweise wurden kranke Häftlinge von Gusen II in die Krankenstation, das sogenannte Lagerrevier, nach Gusen I gebracht. Beide Lager teilten sich u. a. auch eine Lagerschreibstube und die Politische Abteilung.

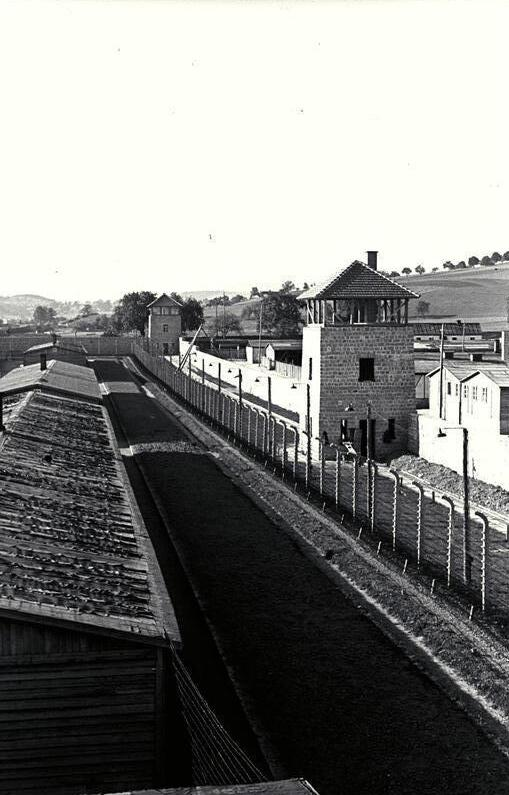
Wachtürme, Mauer und Zaun des Lagers Gusen, etwa 1942

Ab 1940 mussten zwei Gusener Häftlingskommandos im wenige Kilometer entfernten Lungitz in einer Bäckerei arbeiten und ein Ziegelwerk errichten. Dort wurde 1944 eine Wohnbaracke errichtet und das KZ Gusen III offiziell am 16. Dezember 1944 eröffnet. In Gusen III lebten ca. 300 Häftlinge und das Lager war damit im Vergleich zu den vielen tausenden Gefangenen in Gusen I und Gusen II deutlich kleiner.

### Sonderstellung im Lagersystem Mauthausen
Das Lager Gusen wurde offiziell als Außenlager des Stammlagers Mauthausen geführt, unterschied sich aber in mehreren Punkten von den übrigen Außenlagern. Bis 1944 hatte das Lager teilweise eine Autonomie vom Stammlager. So wurden beispielsweise bis Anfang 1944 Häftlinge in Gusen gesondert nummeriert, wohingegen in anderen Außenlagern eine gemeinsame Nummernregistratur erfolgte. Auch der erste Lagerführer von Gusen, Karl Chmielewski, hatte weitgehende Autonomie. Das Lager Gusen entstand sehr früh, Gusen war das erste Außenlager von Mauthausen. Ab 1942 wurden bis zu Kriegsende über 40 Außenlager des Konzentrationslagers Mauthausen eingerichtet. Diese befanden sich insbesondere an Orten der Rüstungsindustrie. Gusen war dabei mit Abstand das größte Außenlager. Von den insgesamt ca. 95.000 Häftlingen, die im Lagersystem Mauthausen gestorben sind, ist ca. ein Drittel der Gefangenen im Stammlager Mauthausen, ein weiteres Drittel, ca. 35.000, in Gusen und der Rest in den anderen Außenlagern gestorben. Damit bildete das Lager Mauthausen-Gusen eine Art Doppellagersystem mit industriellem Zentrum in Gusen und St. Georgen an der Gusen und einem Verwaltungszentrum in Mauthausen. Aufgrund der hohen Todesraten in Gusen wurde das Lager von Häftlingen auch als Vernichtungslager bezeichnet. Vor allem in den ersten Jahren diente das Lager Gusen tatsächlich auch als Ort der Vernichtung für die Gefangenen im Lagersystem Mauthausen.

### Häftlinge

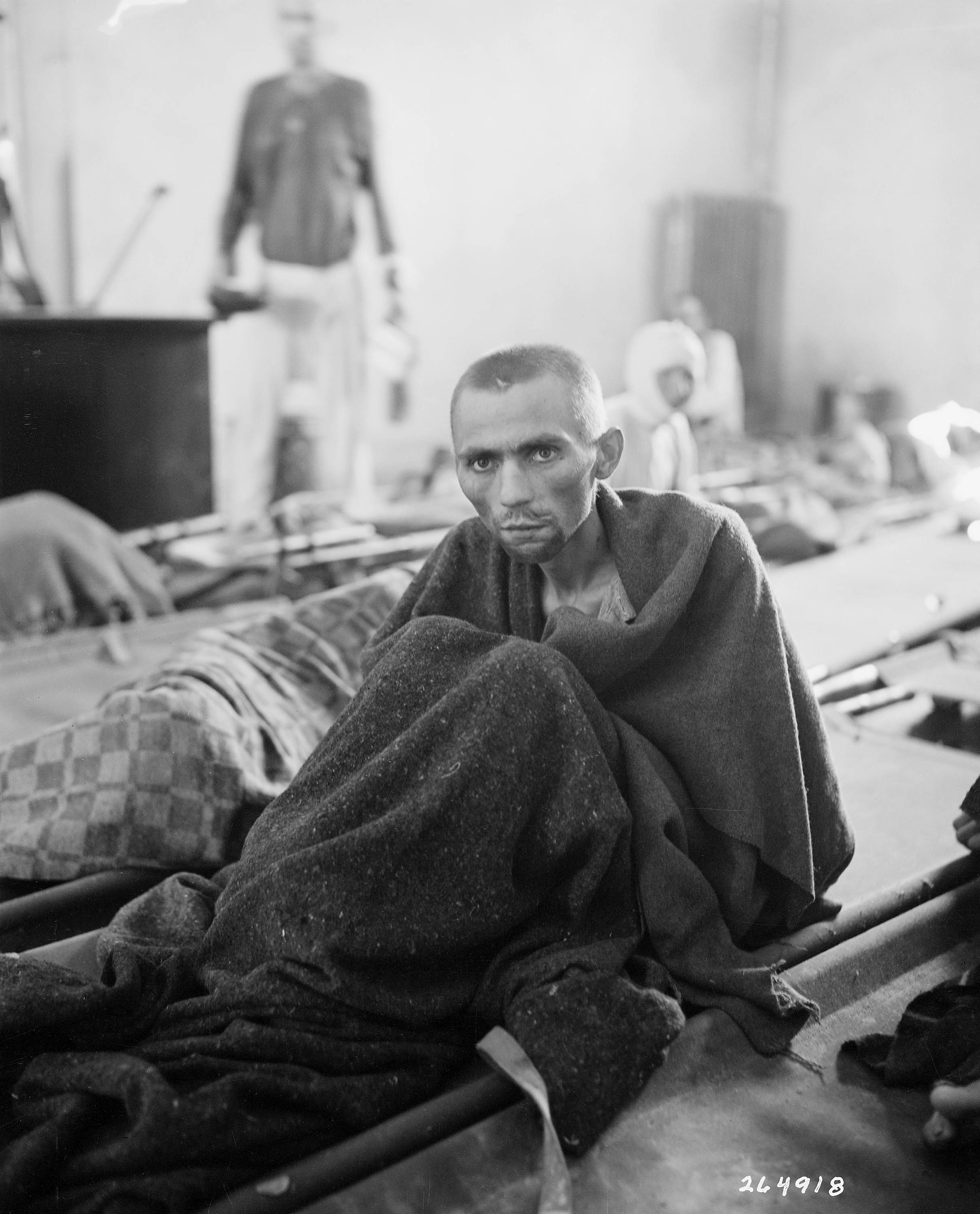
Ehemaliger Häftling von Gusen, kurz nach der Befreiung (12. Mai 1945)

Die Zahl der nach Gusen eingewiesenen Häftlingen schwankt in der wissenschaftlichen Literatur. Vermutlich wurden ca. 60.000 bis über 70.000 Häftlinge aus ganz Europa in das Lagersystem Gusen eingewiesen, ca. 35.000 davon sind gestorben. Die Anzahl der Häftlinge im Lager stieg von ca. 6000 Ende 1940 bis zu ca. 25.000 im Herbst 1944 und Beginn 1945. Ungefähr 20.000 Häftlinge erlebten die Befreiung am 5. Mai 1945.
Zu Beginn wurden bis zum Sommer 1940 ca. 8000 polnische Gefangene aus dem KZ Dachau und KZ Sachsenhausen nach Gusen verlegt, die dort für die Arbeit in den Steinbrüchen eingesetzt wurden. Im Jahr 1941 wurden dann ca. 4000 republikanische Spanier deportiert. Bis Herbst 1943 wurden weitere ca. 4400 sowjetische Kriegsgefangene nach Gusen eingewiesen, in den letzten beiden Jahren nochmals mindestens 2000. Wegen der hohen Todesraten in den Steinbrüchen in Gusen wurden im Jahr 1942 mehr als 2000 polnische Häftlinge vom KZ Auschwitz nach Gusen verlegt und tausende Jugoslawen sowie sowjetische Zivilisten nach Gusen gebracht. Ab 1943 wurden immer mehr Gefangene in der Rüstungsindustrie eingesetzt und nun wurden auch französische (insgesamt über 2400) und italienische Häftlinge (insgesamt mehr als 3000) nach Gusen gebracht. Im Jahr 1944 musste ein großer Teil der Häftlinge im Stollenbau arbeiten. Dafür wurden mehrheitlich polnische und ungarische jüdische Gefangene, u. a. aus Auschwitz, nach Gusen zum Stollenbau überstellt. Ab Anfang 1945 kamen vorwiegend jüdische Gefangene aus den liquidierten Lagern im Osten an. In den letzten vier Monaten kamen damit nochmals mindestens 14.000 Häftlinge nach Gusen. Die größte Opfergruppe in Gusen waren die mindestens 25 000 polnischen politischen Gefangenen, von denen mehr als 13 000 gestorben sind.
In der Endphase des Lagers war Gusen Zielort vieler Evakuierungstransporte aus Lagern im Osten. Im Jänner und Februar 1945 kamen Transporte mit mehrheitlich jüdischen Gefangenen aus den Lagern Auschwitz, Groß-Rosen und Sachsenhausen. Im April 1945 trafen auch Transporte aus den Außenlagern von Mauthausen in Ostösterreich in Gusen ein. Aufgrund der daraus resultierenden Überfüllung des Lagers wurden tausende Häftlinge zum Sterben in das Stammlager Mauthausen überstellt.
Die nächste Tabelle zeigt die heute bekannten Häftlings- und Opferzahlen der Lager Gusen. Die Zahlen sind alle als Mindestanzahl zu verstehen. Neben den aufgeführten Gruppen gab es noch Häftlinge von beinahe allen anderen europäischen Ländern.
| Häftlingsgruppe                   | Anzahl der Häftlinge | Anzahl der Opfer |
| --------------------------------- | -------------------- | ---------------- |
| Polnische politische Häftlinge    | 25.000               | 13.000           |
| Sowjetische Zivilisten            | 09.000               | 02.700           |
| Sowjetische Kriegsgefangene       | 06.400               | 04.000           |
| Häftlinge aus dem deutschen Reich | 05.400               | 03.300           |
| Republikanische Spanier           | 05.000               | 04.200           |
| Ungarische jüdische Häftlinge     | 03.500               | 02.100           |
| Jugoslawen                        | 03.200               | 01.300           |
| Italiener                         | 03.000               | 01.700           |
| Polnische jüdische Häftlinge      | 02.700               | 01.600           |
| Franzosen                         | 02.400               | 01.000           |
| Gesamt                            | 65.500               | 34.900           |

### Ermordung der Häftlinge
Ein großer Teil der Häftlinge starb durch die schlechten Lebens- und Arbeitsbedingungen. Es gab einen extremen Mangel an Essen bei gleichzeitig schwerer körperlicher Arbeit, häufig keine medizinische Versorgung und schlechte hygienische Bedingungen, die Krankheiten wie Durchfall, Typhus, Flecktyphus oder Tuberkulose verursachten. Das Lager Gusen wurde 1940 in die „Lagerstufe III“ eingeteilt. D.h. eingewiesene Häftlinge hatten nur sehr geringe Überlebenschancen und das Lager wurde bis 1942 auch vor allem für die Ermordung der Häftlinge genutzt. Häftlinge wurden häufig auch direkt ermordet. So kam es ab Herbst 1941 bis Jänner 1942 zu sogenannten Totbadeaktionen. Dabei wurden bis zu 300 Häftlinge gleichzeitig mit eiskaltem Wasser „geduscht“. Kranke und schwache Gefangene starben dabei häufig sofort an Kreislaufversagen. Andere Häftlinge, die die Aktion zunächst überstanden, starben oft an den nächsten Tagen an Lungenentzündungen.
Ca. 2000 Häftlinge wurden in Transporten im August 1941, Dezember 1941, Februar 1942 und ab April 1944 im Rahmen der Aktion 14f13 in die ca. 25 km entfernte Tötungsanstalt Hartheim gebracht, wo sie mit Kohlenmonoxid ermordet wurden. Im März 1942 wurde eine Gruppe sowjetischer Kriegsgefangener während einer Entwesung in einer Baracke mit dem Giftgas Zyklon B ermordet. Im April 1945 wurden nochmals 650 invalide Häftlinge in einer Baracke mit Giftgas ermordet. 1942 und 1943 wurden Häftlinge aus Gusen mit einem Gaswagen ermordet. Dieser pendelte zwischen Gusen und Mauthausen und während der Fahrt wurden rund 30 Häftlinge durch die Auspuffgase oder Zyklon B ermordet. Damit wurden vermutlich zumindest 900 Häftlinge aus Mauthausen und Gusen ermordet.
Für die Beseitigung der Leichen wurde Ende Jänner 1941 ein eigener Krematoriumsofen der Firma Topf & Söhne installiert. Es handelte sich dabei um einen Doppelmuffelofen des Typs „D-57253 Modell Auschwitz“, der auch in vielen anderen Konzentrationslagern eingesetzt wurde. Zuvor waren die Leichen in die städtischen Krematorien Linz und Steyr zur Verbrennung gebracht worden.
Häftlinge wurden außerdem häufig misshandelt oder sie starben an Versuchen mit Impfstoffen, die der SS-Arzt Hellmuth Vetter im Auftrag der IG Farben an Häftlingen erprobte. Gefangene wurden auch für eine lagerinterne pathologische Sammlung ermordet. Als Vergeltung für die Niederlage in Stalingrad wurden im März 1943 mehr als 100 sowjetische Häftlinge ermordet.

### Befreiung
Ende April 1945 begann die SS die Dokumente der Lagerverwaltung zu vernichten, um Beweise vor der Ankunft der US-Soldaten zu beseitigen. Häftlinge konnten jedoch einige Dokumente, insbesondere die Totenbücher mit den Namen der ermordeten Häftlinge verstecken und damit der Zerstörung entziehen.

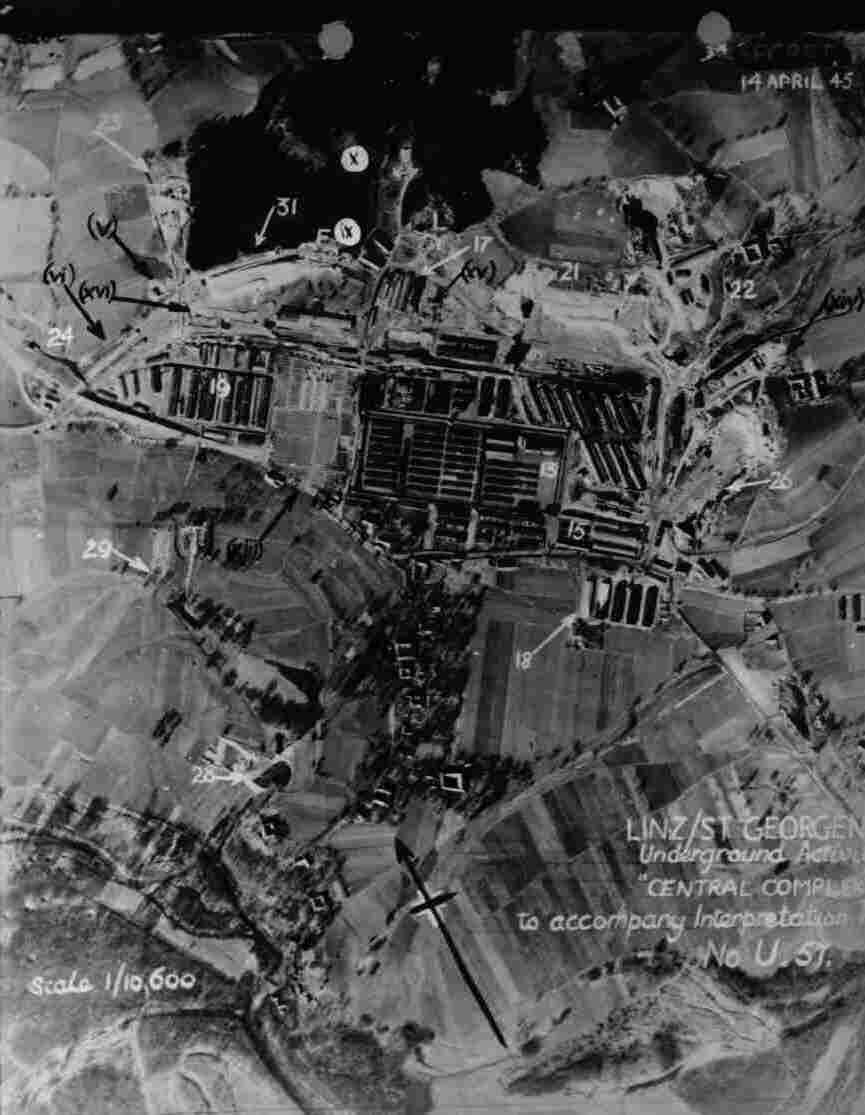
Alliierte Luftaufnahme der KL Gusen I und II (KL Gusen II links, bei Nr. 19), April 1945, ca. zwei Wochen vor der Befreiung

Bis zum 3. Mai lief der Lageralltag, unterbrochen von Fliegeralarmen, normal weiter. Am Morgen des 3. Mai kam, wie im Stammlager Mauthausen, eine Sonderpolizeieinheit der Wiener Feuerwehr zur Bewachung der Häftlinge ins Lager. Schon zuvor waren Mitglieder des Volkssturms als Wachmänner ins Lager gebracht worden. Am 3. Mai wurden nur noch wenige Arbeitskommandos zur Arbeit geschickt, die sich vorwiegend um die Demontage der Maschinen kümmern mussten. Zu Mittag verließen die Wachmannschaften, Luftwaffensoldaten und SS-Offiziere das Lager in Richtung Linz. Ab dem Zeitpunkt wurde nur noch versucht, die mangelnde Essensversorgung aufrechtzuerhalten. Das Lager wurde nach dem Abzug der Wachmänner von den Häftlingen selbst verwaltet.
Louis Häfliger, ein Delegierter des Internationalen Roten Kreuzes, war bereits in den Tagen davor nach Mauthausen gekommen und bemühte sich um die Entlassung der Häftlinge. Am 5. Mai 1945 fuhr er dann zur Frontlinie und traf in der Nähe von St. Georgen an der Gusen auf einen 23-köpfigen Spähtrupp der US-Armee unter dem Kommando von Sgt. Albert J. Kosiek. Diesem berichtete Häfliger von den Lagern Mauthausen und Gusen und lotste sie zuerst nach Gusen und dann weiter nach Mauthausen. In den Lagern entwaffneten die US-Soldaten die Wachmänner der Feuerwehr und schickten sie in einem Gefangenenkonvoi in Richtung Gallneukirchen. Damit waren die ca. 20.000 Häftlinge in Gusen offiziell befreit.
Es gibt viele Spekulationen über die Tage vor der Befreiung. Angeblich hat es einen Befehl gegeben, alle Häftlinge vor einer möglichen Befreiung durch die Alliierten zu ermorden. Ein Dokument eines solchen Befehls wurde jedoch nie gefunden, weshalb Historiker einen solchen Befehl für nicht nachweisbar bzw. unwahrscheinlich halten. Im Fall von Gusen gab es lange das Gerücht, dass die Häftlinge in den Stollen Kellerbau getrieben werden sollten und sie dort in die Luft gesprengt werden sollten. Louis Häfliger behauptete, diese Sprengung verhindert zu haben. Historiker bezweifeln diese Darstellung von Häfliger selbst. Laut anderen Berichten soll auch der Lagerkommandant von Mauthausen Franz Ziereis, dessen Frau, der Gauleiter von Oberdonau August Eigruber oder ein Häftling die Sprengung verhindert haben. Gesichert ist nur, dass beim Stolleneingang Sprengstoff angebracht wurde. Historiker vermuten jedoch, dass dies für die Zerstörung der Produktionsanlagen verwendet werden sollte, damit den Alliierten diese nicht in die Hände fielen.

## Zwangsarbeit
Die Zwangsarbeit der Häftlinge im Lager Gusen veränderte sich in den fünf Jahren der Existenz des Lagers sehr stark. Zunächst mussten die Häftlinge beim Lageraufbau arbeiten. Von Beginn an wurden die Häftlinge bis 1943 vorwiegend in den Steinbrüchen und bei der Errichtung der dafür nötigen Infrastruktur eingesetzt. Ab 1943 wurden immer mehr Häftlinge in der Rüstungsproduktion für die beiden Firmen Steyr-Daimler Puch AG und Messerschmitt AG eingesetzt. Schließlich wurden viele Häftlinge ab 1944 bis zur Befreiung des Lagers bei der Errichtung unterirdischer Stollenanlagen für die Rüstungsindustrie verwendet.

### Deutsche Erd- und Steinwerke

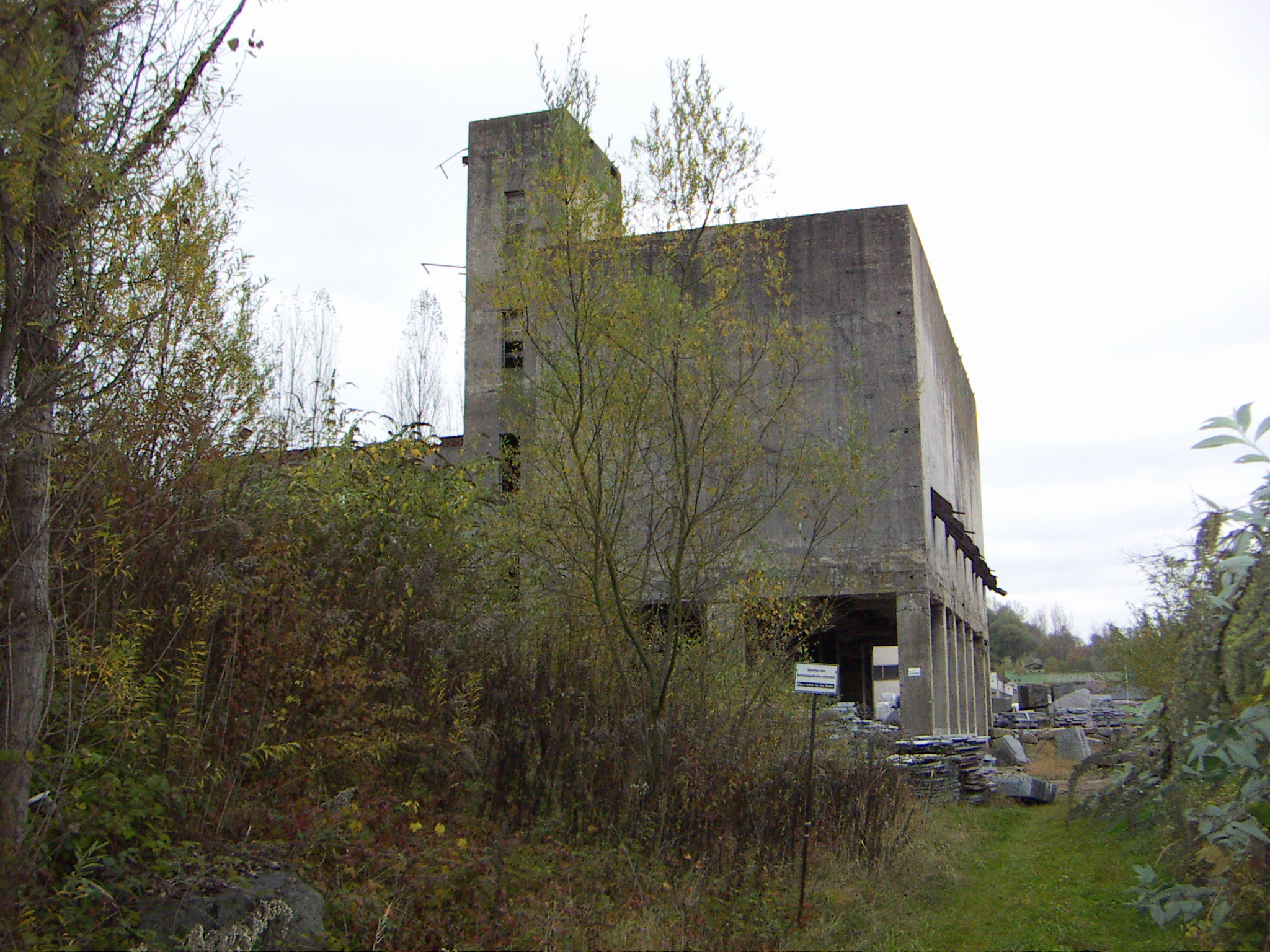
Heute noch vorhandener Steinbrecher (Schotterbrecher), in dem Gleisschotter produziert wurde

Der Grund für die Errichtung der Lager Mauthausen und Gusen an diesen Orten waren die vorhandenen Granitsteinbrüche. Bereits kurz nach dem sogenannten „Anschluss“ wurden diese von der SS gepachtet. Zur Verwaltung der Steinbrüche wurde die SS eigene Firma Deutsche Erd- und Steinwerke, kurz DESt, gegründet. Für die Werksleitung und die Mitarbeiter der DESt mussten Häftlinge im Nachbarort St. Georgen an der Gusen Siedlungen und ein Verwaltungszentrum errichten. Die Steine sollten als Baumaterial für die Reichshauptstädte dienen. Die Reichshauptstadt Linz, für die man riesige Steingebäude geplant hatte, befand sich nur ca. 20 km von Mauthausen und Gusen. Ein weiterer Vorteil war, dass man die Steine auf der naheliegenden Donau leicht abtransportieren konnte. Dafür wurde ein großer Hafen in Gusen geplant, der jedoch nicht umgesetzt wurde.
Unmittelbar neben dem Lager Gusen gab es die drei Steinbrüche Kastenhof Oberbruch, Kastenhof Unterbruch und der Steinbruch Gusen, in dem die Häftlinge Zwangsarbeit leisten mussten. Die Häftlinge wurden beim Abbau selbst, beim Bau eines Gleisanschlusses an den Bahnhof St. Georgen an der Gusen, beim Bau einer Schmalspurbahn und beim Bau eines großen Schotterbrechers eingesetzt. Jugendliche Gefangene wurden zu Steinmetzen ausgebildet, die für die Herstellung von Steinen für den Bau zuständig waren.

### Rüstungsproduktion

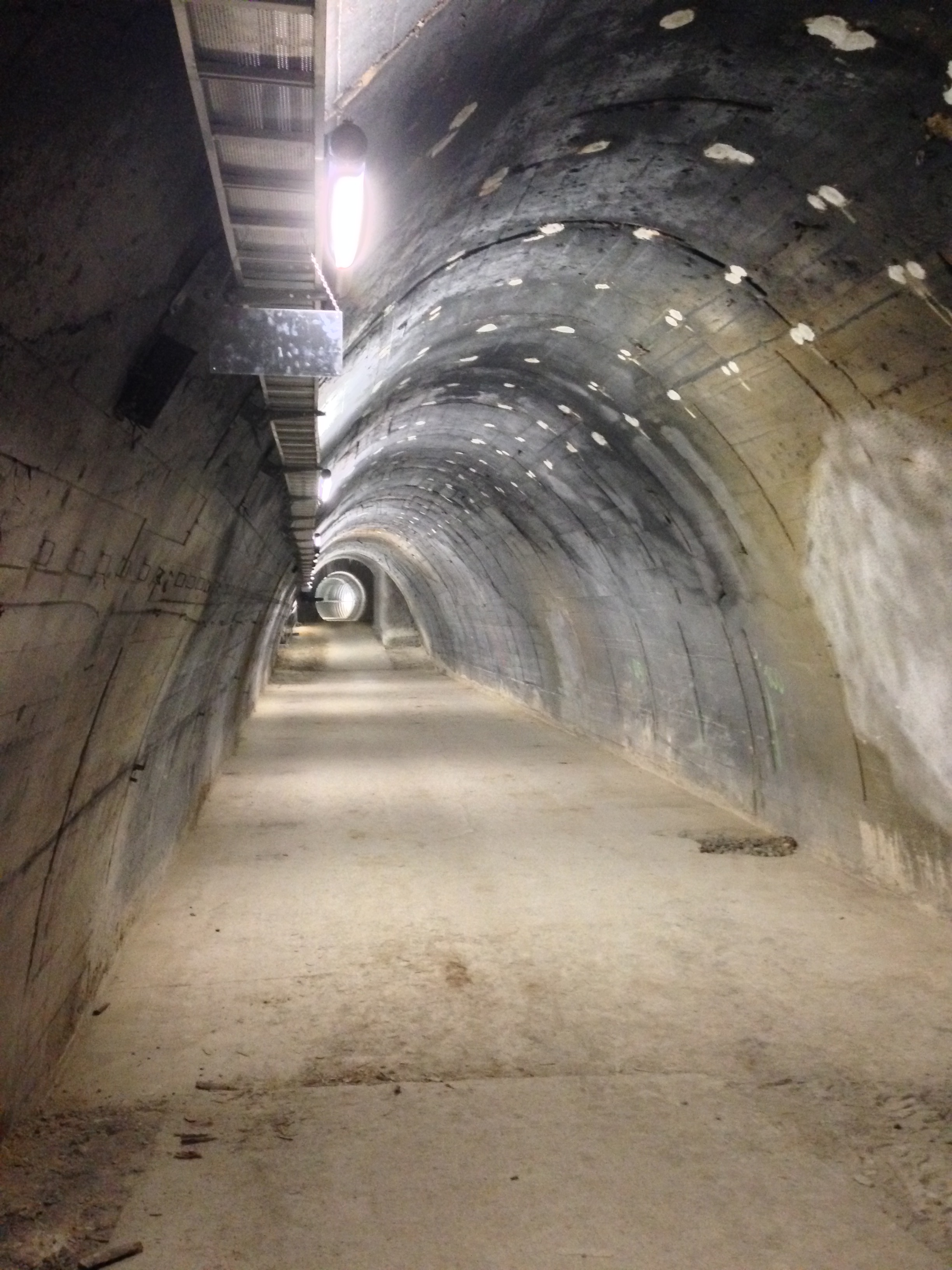
Heute zugänglicher Teil des Stollens „Bergkristall“

Ab Frühjahr 1943 stellte die DESt in Gusen mehrere Fertigungshallen für die Produktion von Karabinern für die Steyr-Daimler-Puch AG zur Verfügung. Diese Hallen wurden mehrmals erweitert und Häftlinge mussten in 18 Hallen für die Steyr-Daimler-Puch AG Gewehre, Maschinenpistolen und Flugmotoren produzieren.
Die Gewehrproduktion der SDPAG wurde, besonders in Folge erheblicher Bombenschäden im Steyrer Hauptwerk, 1943/1944 etappenweise in das Konzentrationslager Gusen I verlegt. KZ-Häftlinge, die dort als Zwangsarbeiter in der Produktion eingesetzt wurden, waren, neben der Misshandlung durch die SS, auch durch die SDPAG-Mitarbeiter täglicher Schikane und Arbeitszeiten ausgesetzt, die bis zu 12, teilweise bis zu 24 Stunden reichten. Nicht mehr hinreichend arbeitsfähige oder durch Materialmangel überflüssig gewordene Häftlinge wurden der SS überantwortet, was ihren beinahe sicheren Tod bedeutete.
Die Betriebsleiter in der SDPAG-Fertigung in Gusen waren: Anton Mann, vormals der Betriebsleiter des Werkes Letten. Der zweite Oberinspektor war Karl Mugrauer, der diese Funktion von 1943 bis zum September 1944 ausübte. Er wurde im August 1944 durch Franz Janku abgelöst, dem Direktor des Werkes Radom, das 1944 geräumt wurde. Anton Leierer war von März bis Dezember 1943 technischer Betriebsführer und wurde im Jänner 1944 durch Ignaz Ogris ersetzt, der bis zum Kriegsende in dieser Funktion blieb. Der kaufmännische Leiter von März bis Dezember 1943, Friedrich K. Novotny, wurde ebenso im Dezember 1943 durch Richard Sturmberger abgelöst.
Der am Landesgericht Linz nach Kriegsende stattfindende Volksgerichtsprozess gegen die sieben Betriebsleiter der SDPAG im KZ Gusen, der sich über mehr als drei Jahre erstreckte und in dem sich keiner der Angeklagten für schuldig erklärte, endete mit Freisprüchen für Leierer, Mann, Mugrauer und Novotny, 4 Jahren schwerem Kerker für Ogris und zehn bzw. 12 Monaten Kerker für Sturmberger und Weinberger. Die Haftstrafen waren größtenteils durch die Vorhaftzeiten abgebüßt.
Ab August 1943, nach einem Luftangriff auf die Messerschmitt-Werke in Regensburg, wurden Teile der Produktion des Jagdflugzeugs Messerschmitt Bf 109 nach Gusen verlegt. Später wurden auch ganze Flugzeuge produziert.
Aufgrund der alliierten Strategie und Möglichkeit, ab Sommer 1943 die Produktionsstätten von Flugzeugen zu bombardieren, wurden Häftlinge ab 1944 zu einem großen Teil bei der unterirdischen Verlagerung der Rüstungsindustrie eingesetzt. Nördlich des Lagers wurde deshalb wahrscheinlich ab November 1943 der Stollen „Kellerbau“ in den Sandsteinhügel getrieben. Unklar ist, von wem die Initiative für dessen Bau ausging. Da es immer wieder zu Wassereinbrüchen kam, wurde der Bau, nachdem eine Größe von über 8000 m² erreicht wurde, gestoppt. Der Stollen „Kellerbau“ wurde dann für die Produktion der Steyr-Daimler-Puch AG, der Messerschmitt AG und der Technischen Hochschule Graz für Wehrforschung genutzt.
Ein zweites, deutlich größeres Untertageprojekt wurde Anfang 1944 im Nachbarort St. Georgen an der Gusen begonnen. Nachdem die Steyr-Daimler-Puch AG den in Planung befindlichen Stollen Quarz bei Melk zugesprochen bekommen hatte, wurde der neue Stollen in St. Georgen an Messerschmitt vergeben. Der Stollen bekam die Tarnbezeichnung B8 „Bergkristall“. Insgesamt mussten Häftlinge ca. 8 km Stollen in den Berg graben, der mit Beton ausgeschalt wurde. Dadurch wurde eine unterirdische Produktionsfläche von ca. 50 000 m² erreicht. Tausende Häftlinge wurden täglich in zwei bzw. drei Schichten nach St. Georgen gebracht, um beim Bau des Stollens und der Produktion im Stollen zu arbeiten. Für sie wurde westlich des ursprünglichen Lagers das neue Lager Gusen II errichtet, das im März 1944 eröffnet wurde. Parallel zum Bau des Stollens mussten Häftlinge ab Oktober 1944 bei der Produktion arbeiten. Sie produzierten Teile des neuen Düsenjägers Messerschmitt Me 262 von Messerschmitt, der als eine Art Wunderwaffe galt und den Kriegsverlauf beeinflussen sollte. Insgesamt wurden bis Kriegsende vermutlich ca. 1000 Düsenjäger produziert. Über 8000 Häftlinge starben beim Bau des Stollens und der Produktion der Flugzeugteile.

### Anderes
Neben den Arbeitskommandos für die Steinbrüche, den Lageraufbau, die Rüstungsindustrie oder den Aufbau der Infrastruktur wurden Häftlinge auch in einer Angorakaninchenzucht, die über 1000 Tiere umfasste, eingesetzt. Lagerinterne Kommandos mussten in der Lebensmittelversorgung, zum Beispiel in den Küchen oder auf Kartoffelmieten oder in der Bekleidungs- und Wäschekammer arbeiten. Ein weiteres Häftlingskommando musste Ausgrabungen auf urnenzeitlichen Gräberfeldern ausführen. Mehr als 200 Häftlinge mussten in einer Fahrzeugwerkstatt arbeiten. Im Lagerrevier, einer Art Krankenstation im Lager, wurden Häftlinge als Ärzte und Krankenpfleger für schwache und kranke Häftlinge eingesetzt. Diese hatten jedoch keine Verbände oder Medikamente und konnten damit anderen Häftlingen häufig kaum helfen. So diente das Lagerrevier als Sterbeort für Häftlinge, die aus Sicht der Wachmänner nicht mehr arbeitsfähig waren. Einige Gefangene mussten außerdem im Krematorium und als Leichenträger arbeiten.
Für die Versorgung der Lager Mauthausen und Gusen mit Brot für die Häftlinge war die Heeresbäckerei Linz zuständig. Wegen der steigenden Anzahl an Häftlingen wurde in Lungitz, nur wenige Kilometer von Gusen entfernt, eine Großbäckerei und ein kleines Lager für die dort arbeitenden Häftlinge errichtet. Dieses wurde im Dezember 1944 als weiteres Außenlager von Mauthausen mit dem Namen Gusen III eröffnet. Dort waren bis zu knapp 300 Häftlinge untergebracht. Wahrscheinlich mussten diese auch in einem Materiallager der Messerschmitt AG arbeiten.

## Lagerpersonal

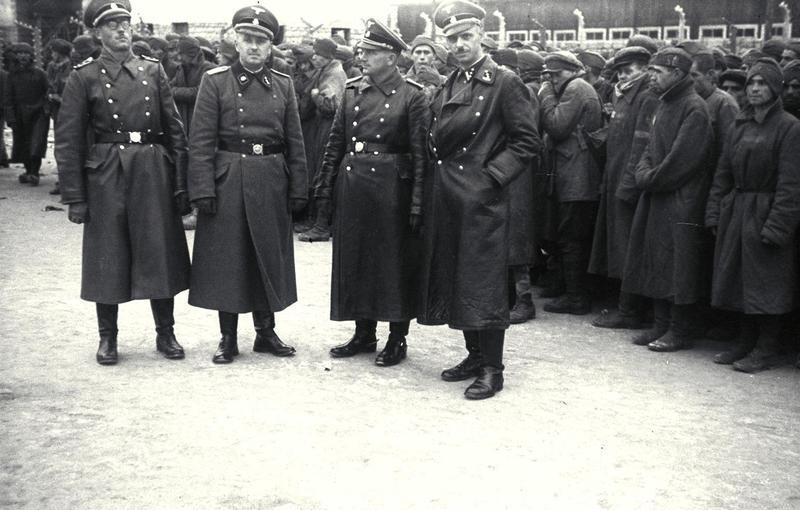
SS-Offiziere vor einer Gruppe von Häftlingen am Appellplatz Gusen im Oktober 1941. Der Offizier rechts ist der Lagerführer Karl Chmielewski

### Lagerführer
Der Lagerführer in Gusen war direkt dem Kommandanten des Lagersystems Mauthausen, Franz Ziereis, unterstellt. Karl Chmielewski wurde am 1. Juli 1940 als Lagerführer eingesetzt. Er arbeitete zuvor im Kommandanturstab des Lagers Sachsenhausen. Überlebende berichten, dass er auch selbst Häftlinge geschlagen und gequält hat. Chmielewski blieb bis Ende 1942 Lagerführer von Gusen. Anschließend wurde er Kommandant des neuen KZ Herzogenbusch in den besetzten Niederlanden.
Nachfolger von Chmielewski wurde im Oktober 1942 Fritz Seidler, zuvor stellvertretender Lagerführer von Gusen. Auch er war davor bereits im KZ Sachsenhausen eingesetzt und hatte Erfahrung als 2. Schutzhaftlagerführer im KZ Auschwitz. Von Überlebenden wird Seidler ebenfalls als Sadist beschrieben, der selbst Häftlinge ermordete. Seidler war bis Mai 1945 Lagerführer von Gusen und damit für alle drei Lager Gusen I, Gusen II und Gusen III zuständig. Vermutlich nahm er sich bei Kriegsende das Leben.

### Wachmannschaften

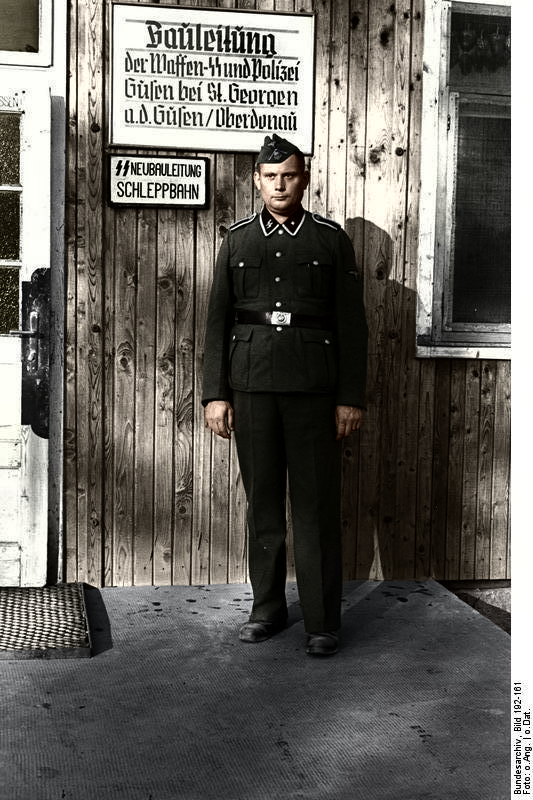
Nachträglich koloriertes Foto eines SS-Manns vor der Baracke, die die Bauleitung des Lagers beheimatet hatte

Die äußere Bewachung des Lagers und der Arbeitskommandos übernahmen die Wachmannschaften. Beim Aufbau des Lagers im Februar 1940 waren dies ca. 600 Mann und diese Zahl stieg bis zu Befreiung auf ca. 3000 Mann für den Lagerkomplex Gusen an. Zunächst wurden die meisten Mitglieder der Wachmannschaften aus der Allgemeinen SS rekrutiert. Da diese später auch an der Front eingesetzt wurden, wurden vermehrt sogenannte Volksdeutsche eingesetzt. Auch Ukrainer und sowjetische Kriegsgefangene wurden zur Bewachung des Lagers gezwungen. Ab 1944 wurden auch Mitglieder der Wehrmacht und Luftwaffensoldaten zur Bewachung eingesetzt. Dies verlangte die SS, da die Häftlinge in Gusen in der Rüstungsindustrie arbeiten mussten.

### Nachkriegsprozesse
Das Lager Gusen wurde auch in einigen Nachkriegsprozessen untersucht. Beispielsweise war es in den Dachauer Mauthausen Prozessen Thema. Das Volksgericht Linz behandelte Verfahren gegen Gusener SS-Angehörige und Funktionshäftlinge. Auch in der Bundesrepublik Deutschland wurden Verfahren im Zusammenhang mit Gusen geführt. Der ehemalige Lagerführer Karl Chmielewski wurde 1961 zu lebenslanger Haft verurteilt.

## Nachkriegsgeschichte

### Zeit unmittelbar nach der Befreiung
Nach der Befreiung der Lager Gusen am 5. Mai 1945 durch US-Soldaten wurde ein Militärspital für die Versorgung der ehemaligen Häftlinge errichtet. Ca. 2000 Menschen starben dennoch noch nach der Befreiung an den Folgen der Lagerhaft. In der Art eines Soldatenfriedhofes wurde ein großer Friedhof für bis zu 1300 verstorbene Häftlinge angelegt. Auch die Bewohner von St. Georgen an der Gusen wurden verpflichtet am Massenbegräbnis am 8. Mai teilzunehmen. Sie wurden von den US-Soldaten für die Gräueltaten im Lager mitverantwortlich gemacht. Ehemalige NSDAP-Mitglieder mussten bei der Bestattung helfen. Ab November 1954 wurde der Friedhof in Gusen wieder aufgelöst. Identifizierte Leichname wurden in ihr Heimatland nach Frankreich, Belgien, Luxemburg, Italien und Niederlande überstellt. Andere Leichen wurden schließlich nach ursprünglich anderen Plänen im ehemaligen Quarantänehof und Lager II im ehemaligen Stammlager in Mauthausen bestattet.
Viele der überlebenden Häftlinge versuchten, aufgrund der fehlenden Infrastruktur häufig zu Fuß, in ihre Heimat zurückzukehren. Für einige, wie zum Beispiel für die überlebenden republikanischen spanischen Gefangenen, war dies jedoch nicht möglich. Die ehemaligen Häftlinge lynchten auch ehemalige Kapos des Konzentrationslagers und plünderten in den naheliegenden Dörfern Lebensmittel und Kleidung. Das ehemalige Konzentrationslager Gusen II wurde von den US-Soldaten wegen Seuchengefahr niedergebrannt. Viele Maschinen der Rüstungsproduktion, insbesondere im Stollen „Bergkristall“, wurden von den Soldaten beschlagnahmt, bevor ab dem 28. Juli 1945 das Gebiet unter sowjetische Verwaltung gestellt wurde, da das Mühlviertel der Sowjetunion als Besatzungszone zufiel.

### Weiternutzung

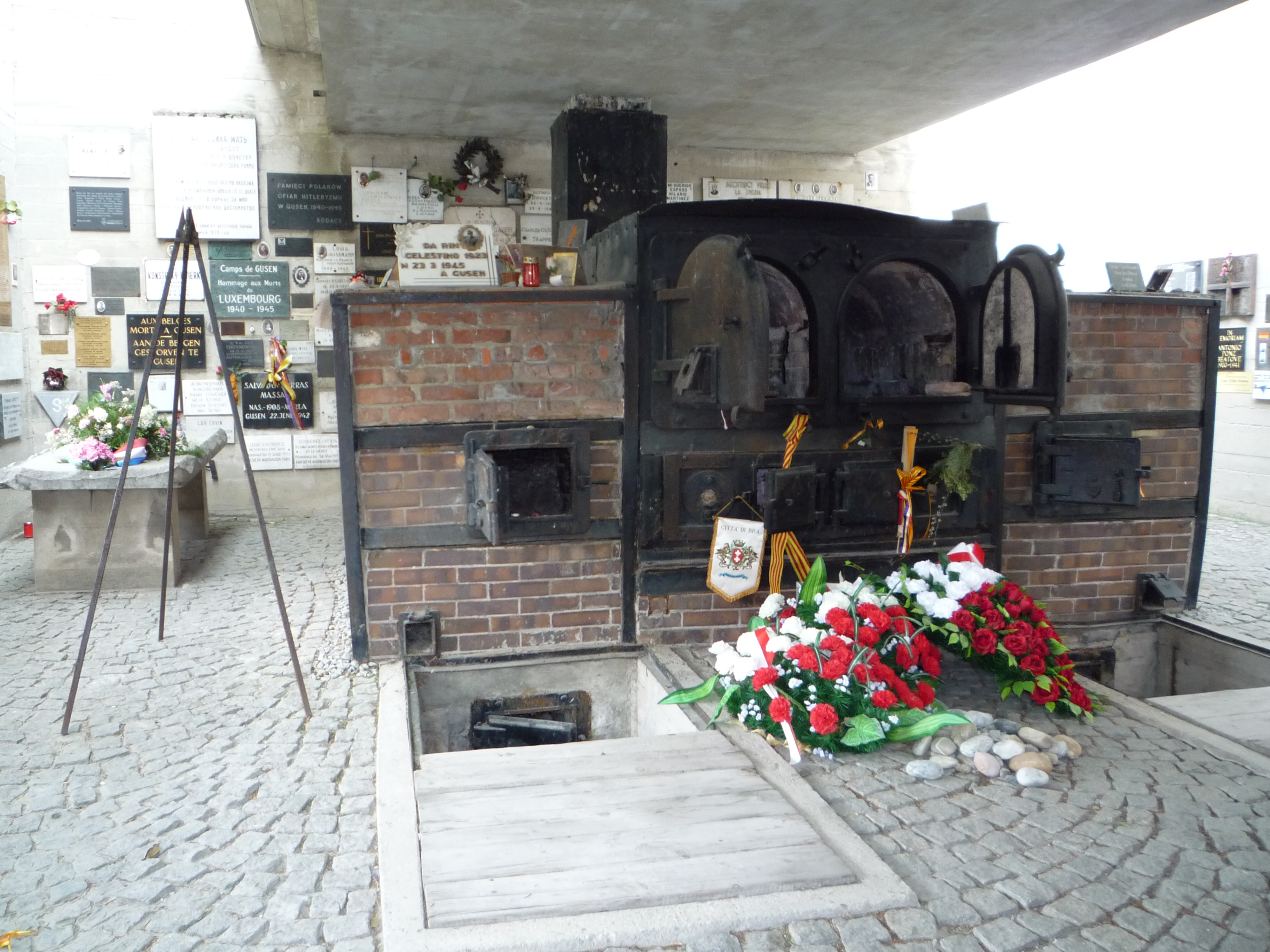
Krematoriumsofen im Denkmal, das 1965 eröffnet wurde

Von der Sowjetunion wurde das ehemalige Lager Gusen I nach dem Abzug der US-Soldaten als Unterkunft für sowjetische Soldaten verwendet. Nach dem Abzug der sowjetischen Soldaten Mitte Juni 1946 verfiel das ehemalige Lager Gusen I und die Gemeinde Langenstein verkaufte zahlreiche Gegenstände und Materialien des Lagers. Die Bäckerei in Gusen III wurde weitergeführt und die Baracken von Gusen III von ehemaligen Häftlingen verkauft. Die Steinbrüche in Gusen wurden ab 1946 von der Sowjetunion bis zum Abzug der Alliierten aus Österreich 1955 als USIA-Betrieb „Granitwerke Gusen“ weitergeführt. Anschließend wurden sie an die Republik Österreich verkauft. Bis heute werden diese Steinbrüche teilweise von Firmen genutzt. Wegen dieser wirtschaftlichen Weiternutzung von Gusen entwickelte sich auch das ehemalige Konzentrationslager Gusen anders als das ehemalige Stammlager Mauthausen. Das Stammlager Mauthausen wurde 1947 mit der Auflage der Alliierten, dass eine Gedenkstätte errichtet wird, an die Republik Österreich übergeben. Im Jahr 1949 wurde die Gedenkstätte Mauthausen eröffnet.

### Siedlungsbau und erstes Denkmal
Nach dem Abzug der sowjetischen Soldaten verwilderte das Gelände des ehemaligen Konzentrationslagers immer mehr. Der ehemalige Krematoriumsofen des Lagers entwickelte sich zu einer ersten Gedenkstätte für die Überlebenden. Sie versuchten, diesen zu erhalten und brachten Gedenktafeln am Ofen an. Ausländische KZ-Verbände hielten hier auch erste, im Vergleich zu Mauthausen kleinere, Befreiungsfeiern ab.

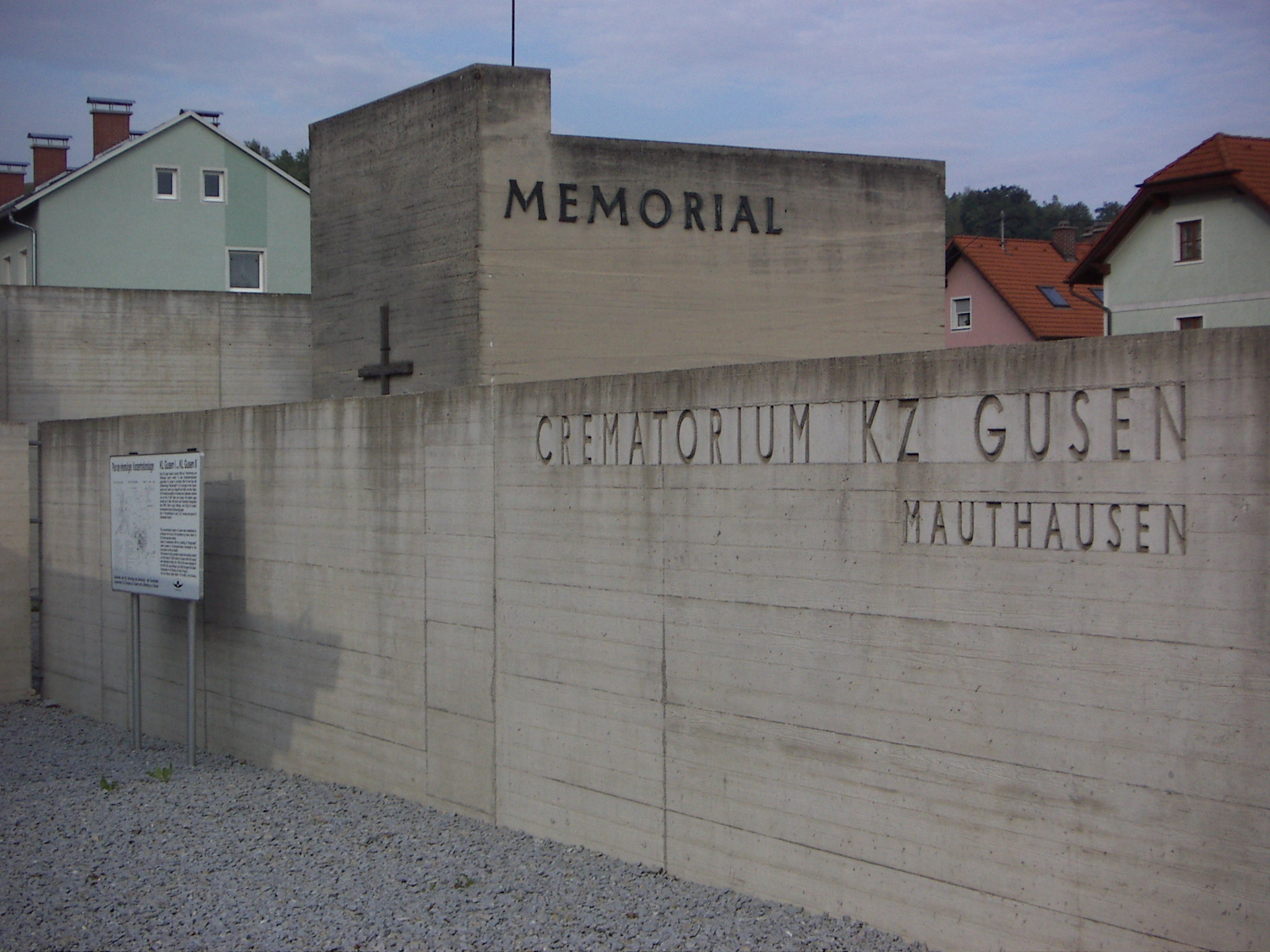
Denkmal der Opferverbände, 1965 errichtet

Nach der Übergabe des Geländes 1955 an die Republik beschloss diese, das Gelände zu parzellieren und beauftragte die Gemeinde Langenstein, auf deren Gemeindegebiet das Gelände ist, diese zu verkaufen. Der Ort des Krematoriumsofen war als sichtbarer Gedenkort der Überlebenden ein Sonderfall. Zunächst wurde geplant, diesen Gedenkort im Sinne eines zentralisierten Gedenkens samt dem Krematoriumsofen nach Mauthausen zu verlegen und auch dieses Grundstück in Gusen zu verkaufen. Dies hätte nach der Auflösung des Friedhofs auch den letzten Gedenkort in Gusen zerstört. Die französische und polnische Botschaft sowie das Internationale Mauthausen-Komitee protestierten dagegen. Schließlich konnte das Grundstück des Krematoriumsofens 1961, nach langwierigen Verhandlungen der Gemeinde Langenstein, des Landes Oberösterreich und österreichischer Ministerien, vom italienischen KZ-Verband ANED und dem französischen Verband Amicale de Mauthausen gekauft werden. Im Jahr 1965 wurde schließlich ein Denkmal um den Krematoriumsofen errichtet. Es wurde von den Überlebendenverbänden finanziert und von ehemaligen Häftlingen von Gusen geplant. Dieses Memorial Gusen, mitten im Wohngebiet von Gusen, wurde jedoch von der lokalen Bevölkerung wenig akzeptiert.

### Gedenkstätte

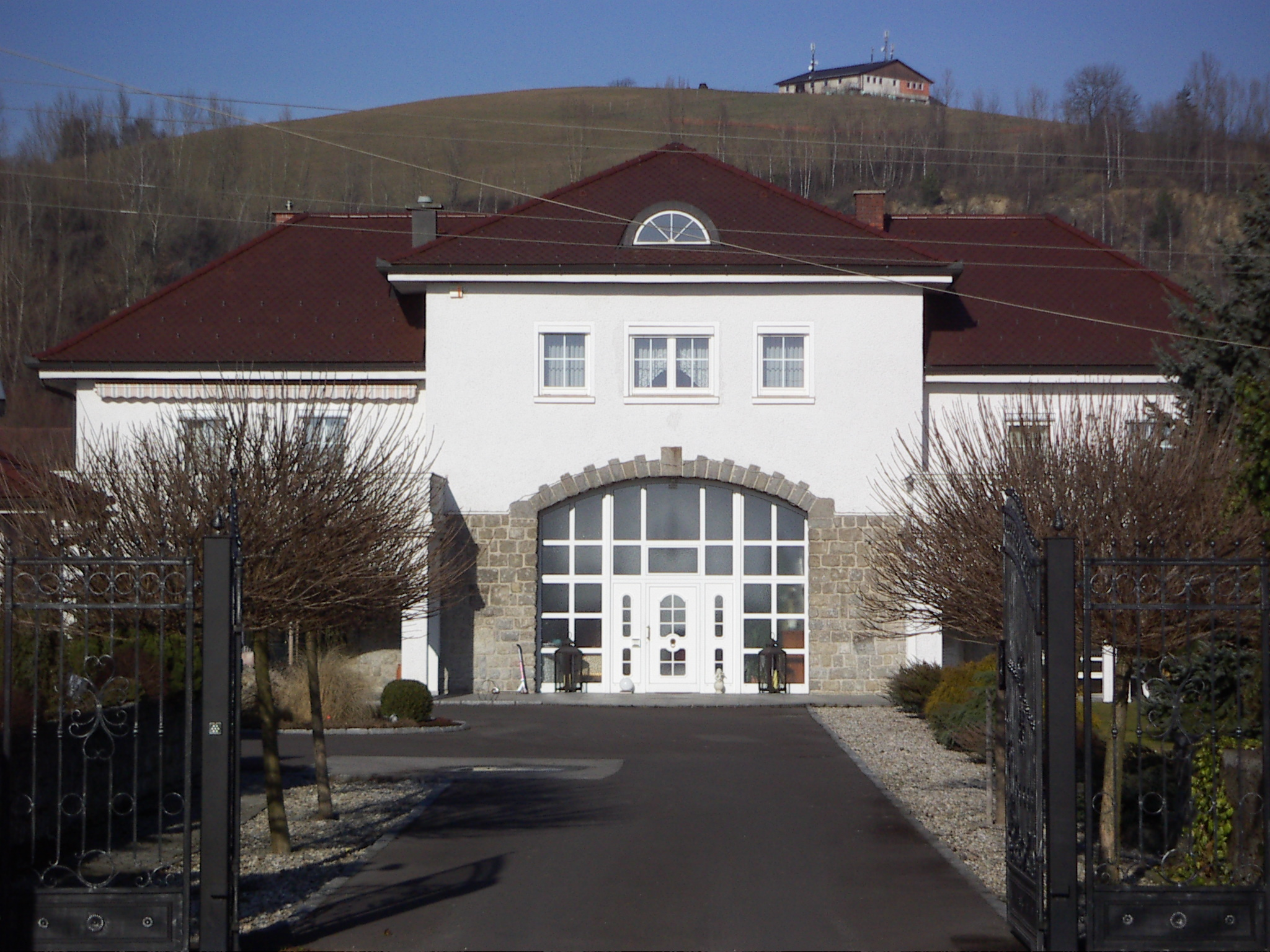
Jourhaus in Gusen. Es diente in der Lagerzeit als Eingang zum Konzentrationslager und wurde nach dem Krieg zu einem Wohnhaus umgebaut

In den 1960er und 1970er entstand am ehemaligen Lagergelände von Gusen I und Gusen II eine Wohnsiedlung. Die neuen Wohngebäude wurden teilweise auf den Fundamenten der alten Baracken gebaut und Steine des ehemaligen Lagers für Fundamente und Gartenmauern wiederverwendet. Gebäude, die vom ehemaligen Konzentrationslager noch standen, wurden weitergenutzt. Das Jourhaus, der ehemalige Eingang zum Lager, wurde zuerst wirtschaftlich genutzt und dann zu einer privaten Landvilla umgebaut. Es hat heute die Adresse Untere Gartenstraße Nr. 18. Auch das ehemalige Bordell wird als Wohngebäude genutzt. Zwei ehemalige SS-Baracken wurden bis Anfang der 2000er Jahre als Wohngebäude genutzt, stehen nun aber leer. Zwei gemauerte Häftlingsbaracken wurden zur Züchtung von Champignons sowie als Büro- und Wohngebäude genutzt. Der ehemalige Steinbrecher und eine Steinmetzhalle stehen noch auf dem Areal des Steinbruchs, das wirtschaftlich genutzt wird. Der ehemalige Appellplatz wurde mit Baumaterial zugeschüttet. 2016 wurden die baulichen Überreste des Lagers, wie die noch vorhandenen Gebäude und der ehemalige Steinbrecher, unter Denkmalschutz gestellt.
Im Mai 1997 wurde die von den Opferverbänden gebaute Gedenkstätte an das österreichische Innenministerium übergeben. Dies war ein erster Schritt gegen das auf Mauthausen konzentrierte Gedenken in Österreich. 2001/2002 wurde das Denkmal saniert und 2004 ein Besucherzentrum mit einer Ausstellung zum Lager eröffnet. Im Jahr 2007 wurde der Audioweg Gusen eröffnet, ein Kunstprojekt des lokalen Künstlers Christoph Mayer, das mit einer Audiocollage durch die Wohnsiedlung Gusen bis zum Stollen „Bergkristall“ führt.
Die Bundesimmobiliengesellschaft (BIG) wurde 2001 Eigentümerin des Stollens „Bergkristall“. Da Gutachten akute Einsturzgefahren sahen, wurden ab 2002 Sicherungsmaßnahmen getroffen. In einem mehrjährigen Prozess wurden Teile der Anlage erhalten und gesichert sowie große Teile mit Beton verfüllt, um eine Sicherung der über dem Stollen errichteten Gebäude zu gewährleisten. Diese Gebäude wurden in den Jahrzehnten nach der Befreiung auf dem Gebiet über der Stollenanlage errichtet. Heute sind noch ca. 1.900 Laufmeter Stollen erhalten. Im Mai 2010 wurde der Stollen Bergkristall zum ersten Mal für ehemalige Häftlinge des Konzentrationslagers Gusen geöffnet. Heute wird der Stollen jedes Jahr einige Tage geöffnet, an denen Rundgänge durch die Anlage angeboten werden.
Einige der Besitzer der Grundstücke, auf denen sich bauliche Überreste des Lagers befinden, signalisierten 2018/2019 Verkaufsbereitschaft. Das österreichische Innenministerium hat 2018 eine Machbarkeitsstudie „zum weiteren Umgang mit dem Gedenken in Gusen“ in Auftrag gegeben. Einerseits signalisierte Polen durch den Premier Mateusz Morawiecki am 6. Dezember 2019 eine Kaufbereitschaft, andererseits plädierte Barbara Glück, Direktorin des Mauthausen Memorial, am 8. Dezember 2019 dafür, dass die Republik Österreich die Grundstücke kaufen sollte. Die Gedenkstätte in Gusen müsse aufgewertet werden. Am 8. Mai 2020 gab die österreichische Bundesregierung bekannt, dass sie in Verhandlungen mit den verkaufsbereiten Grundeigentümern treten werde. Basis des angedachten Kaufs soll ein bereits vorliegendes Verkehrswertgutachten der Liegenschaften bilden. 2021 wurden die Verhandlungen abgeschlossen, die Republik fixierte den Kauf des Einganges zum Stollensystem Bergkristall in St. Georgen, zweier SS-Verwaltungsbaracken, des Steinbrechers und des Appellplatzes in Langenstein.

### Gedenkinitiativen
Erste Kontakte zwischen den Überlebenden und Angehörigen, die jedes Jahr im Mai zu einer Befreiungsfeier nach Gusen kamen, mit der lokalen Bevölkerung gab es Anfang der 1980er Jahre. 1986 gegründete sich das Gedenkdienstkomitee Gusen aus dem Arbeitskreis für Heimat-, Denkmal- und Geschichtspflege St. Georgen/Gusen und der lokal-internationalen Plattform 75 Jahre Republik. Das Komitee entwickelte sich zur wichtigsten lokalen Gedenkinitiative und begann auch ab den 1990er Jahren u. a. unter Martha Gammer und Rudolf Haunschmied die Geschichte des Lagers Gusen wissenschaftlich aufzuarbeiten. Die Mitglieder des Gedenkdienstkomitees Gusen pflegen auch einen engen Austausch mit den Angehörigen von ehemaligen Häftlingen von Gusen sowie Überlebenden von Gusen und organisieren jährlich eine Befreiungsfeier in Gusen.
Nach der Übernahme des Denkmals 1997 durch die Republik gründete sich ein Personenkomitee, das sich mit der Erweiterung des Denkmals beschäftigte. Gründungsmitglieder davon waren der ehemalige polnische Außenminister Władysław Bartoszewski, der damalige österreichische Nationalratspräsident Heinz Fischer, der damalige oberösterreichische Landeshauptmann Josef Pühringer sowie der damalige Innenminister Ernst Strasser. Der Ausschuss im Pfarrgemeinderat von St. Georgen an der Gusen „Papa-Gruber“ sowie der Verein „Plattform Johann Gruber“ wurden 2007 bzw. 2011 gegründet. Sie organisieren Veranstaltungen in der Region, insbesondere auch über den im KZ-Gusen ermordeten Pfarrer Johann Gruber. 2016 gründeten die Gemeinden Mauthausen, Langenstein und St. Georgen an der Gusen die Bewusstseinsregion. Diese veranstaltet u. a. ein jährliches Menschenrechtssymposium.

### Spekulationen
Beim Stollen „Bergkristall“ kam es zu Spekulationen über mögliche unbekannte Ebenen des Stollens, mögliche Atomexperimente, die im Stollen durchgeführt worden sein sollen, sowie um mögliche verschüttete Leichen von KZ-Häftlingen.
Eine Expertenkommission bestehend aus Historikern, Archäologen und anderen Experten unter dem Vorsitz der Bezirkshauptmannschaft Perg kam schließlich in einem Expertenbericht 2015 zu dem Ergebnis, dass diese Spekulationen allesamt nicht zutreffen.
Im September 2019 wurden diese Spekulationen erneut in einer Dokumentation des ZDFs aufgeworfen und u. a. ein unterirdisches Konzentrationslager südlich von Gusen II in den Raum gestellt. Gemäß dem Historiker Stefan Karner müsse die Geschichte des KZ Gusen neu geschrieben werden. Manche dieser Darstellungen wurden bereits im Expertenbericht 2015 widerlegt, neue Darstellungen von Experten bezweifelt. Barbara Glück, die Leiterin der KZ-Gedenkstätte Mauthausen, hält die Behauptungen für lediglich spekulativ und manche der Indizien, auf die sie sich stützten, seien bereits entkräftet. Auch kritisiert sie, dass die angeblich neuen Quellen nicht auch anderen Experten zugänglich gemacht wurden. Im Mai 2020 überprüfte die ZAMG für den Podcast-Zweiteiler „Unter Gusen“ die Gerüchte rundum das vermeintlich unbekannte, unterirdische Lager südlich von Gusen II. Nach umfassenden Bodenuntersuchungen machte die Untersuchungsleiterin Ingrid Schlögel den Spekulationen den Garaus: „Es gibt nichts, das darauf hindeuten würde, dass da tiefer reichende Strukturen waren.“

### Erinnerungsberichte
- Bernard Aldebert: Gusen II – Leidensweg in 50 Stationen. Elisabeth Hölzl (Übers. u. Hrsg.). Bibliothek der Provinz, Wien-Linz-Weitra-München 1997, ISBN 3-85252-145-9.
- Erwin Gostner: 1000 Tage im KZ. Ein Erlebnisbericht aus den Konzentrationslagern Dachau, Mauthausen und Gusen, Innsbruck 1945 (Neuauflagen 1986, 2015) ISBN 978-3-7065-5932-4.
- Joseph Fisher: Die Himmel waren vermauert, New Academic Press, Wien 2017, ISBN 978-3-7003-1956-6.
- Stanisław Grzesiuk: Fünf Jahre KZ (Mauthausen-Erinnerungen) Deutsch Taschenbuch Verlag: new academic press; Auflage: 1 (29. Mai 2020), ISBN 978-3-7003-2167-5.
- Holger Schaeben: Der Sohn des Teufels – Aus dem Erinnerungsarchiv des Walter Chmielewski. Offizin-Verlag, Zürich 2015, ISBN 978-3-906276-18-2.
- Karl Littner: Ein Leben am seidenen Faden: Von Auschwitz-Zasole bis Gusen II und mein Weg zurück in die Freiheit, Books on Demand, Norderstedt 2020, ISBN 978-3-7504-4676-2.
- Jerzy Osuchowski: Gusen – Vorhof zur Hölle. Books on Demand, Norderstedt 2023, ISBN 978-3-7568-7689-1.

### Wissenschaftliche Publikationen
- Stanislaw Dobosiewicz: Vernichtungslager Gusen. Mauthausen-Studien. Schriftenreihe der KZ-Gedenkstätte Mauthausen, Band 5. Wien 2007.
- Rudolf Haunschmied, Jan-Ruth Mills, Siegi Witzany-Durda: St. Georgen-Gusen-Mauthausen – Concentration Camp Mauthausen Reconsidered. BoD, Norderstedt 2008, ISBN 978-3-8334-7440-8.
- Rudolf Haunschmied, NS-Geschichte 1938–1945, In: Marktgemeinde St. Georgen a.d. Gusen (Hrsg.): 400 Jahre Markt St. Georgen an der Gusen. St. Georgen a.d. Gusen 2011, S. 99–144.
- Rudolf Haunschmied, Polen in den Konzentrationslagern von Gusen. In: Wanda Jarzabek, Peter Ruggentahler (Hrsg.): Österreich-Polen – Stationen gemeinsamer Geschichte im 20. Jahrhundert. Ludwig Boltzmann Institut für Kriegsfolgenforschung, Graz/Wien/Raabs 2021, ISBN 978-3-7011-0463-5, S. 79–121.
- Bertrand Perz: Gusen I und II. In: Wolfgang Benz, Barbara Distel (Hrsg.): Der Ort des Terrors. Geschichte der nationalsozialistischen Konzentrationslager. Bd. 4: Flossenbürg, Mauthausen, Ravensbrück. Red.: Angelika Königseder. München 2006, S. 293–346.
- Christian Dürr, Ralf Lechner, Stefan Wolfinger: Konzentrationslager Gusen 1939–1945: Spuren – Fragmente – Rekonstruktionen. Broschüre zur Ausstellung im Besucherzentrum Gusen. Bundesministerium für Inneres, Wien 2006, ISBN 3-9500867-7-3.
- Christian Dürr, Gregor Holzinger, Stephanie Kaiser, Ralf Lechner:  Konzentrationslager Gusen 1939–1945. Eine Dokumentation. New academic press, Wien 2024, ISBN 978-3-7003-2325-9.

## Film
- Blutiger Boden, reiche Gewinne. Die Wirtschaftsmacht der SS, Dokumentarfilm, 52 min, ORF/3sat/Hengster Filmproduktion 2023, Buch und Regie: Andreas Kurz.

## Filmdokumente
- Julia Grantner, Robert Grantner: Getrennt durch Stacheldraht, Untertitel: Jugendjahre im KZ Gusen, Bayerischer Rundfunk, 2020, 45 Min. (Dokumentation mit und über Dušan Stefančič (ehemaliger KZ-Häftling) und Walter Chmielewski (Sohn des ersten Lagerkommandanten))[38]. Eine längere Version des ORF unter dem Titel „Der Häftling und der Sohn des Lagerleiters“.
- Jan Dorfer, Daniel Klingler: Stanislaw Zalewski – Dokumentarfilm über den polnischen KZ-Überlebenden (von Gusen II), Dreh & Schnitt, Wien 2023, 34 Min.
- Mauthausen Memorial, Gusen weiterdenken – Der Beteiligungsprozess zur Weiterentwicklung der KZ-Gedenkstätte Gusen, Wien 2023, 8 Min.
- Online-Interview mit Rudolf Haunschmied zum ehem. KZ-Komplex Gusen (Landjugend Oberösterreich vom 3. November 2020)